# Ormoy-le-Davien
 Ormoy-le-Davien  es una población y comuna francesa, en la región de Picardía, departamento de Oise, en el distrito de Senlis y cantón de Betz.

## Demografía
| 115 | 116 | 106 | 119 | 150 | 179 |
| Para los censos de 1962 a 1999 la población legal corresponde a la población sin duplicidades (Fuente: INSEE [Consultar]) |     |     |     |     |     |